# Amerigoniscus rothi
Amerigoniscus rothi är en kräftdjursart som först beskrevs av Albert Vandel 1953.  Amerigoniscus rothi ingår i släktet Amerigoniscus och familjen Trichoniscidae. Inga underarter finns listade i Catalogue of Life.